# Markneukirchen
Markneukirchen è una città di 7 237 abitanti  della Sassonia, in Germania. Appartiene al circondario del Vogtland.

## Storia
Il 1º gennaio 1999 alla città di Markneukirchen venne aggregato il comune di Landwüst.